# ジョン・フランシス・キャンベル

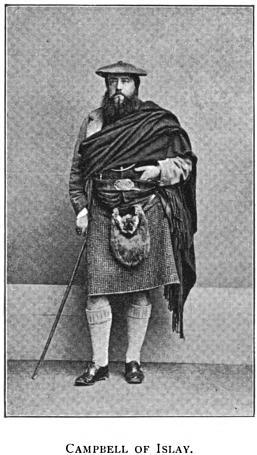
アイラのキャンベル、行政官、民俗学者、地球科学者

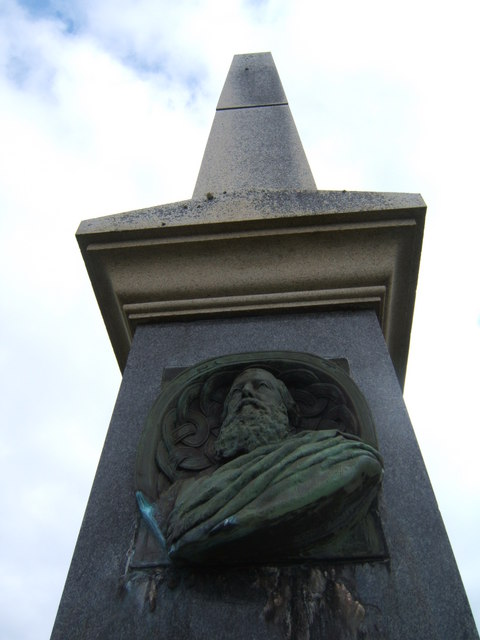
アイラ島ブリジェンドのキャンベル家記念碑

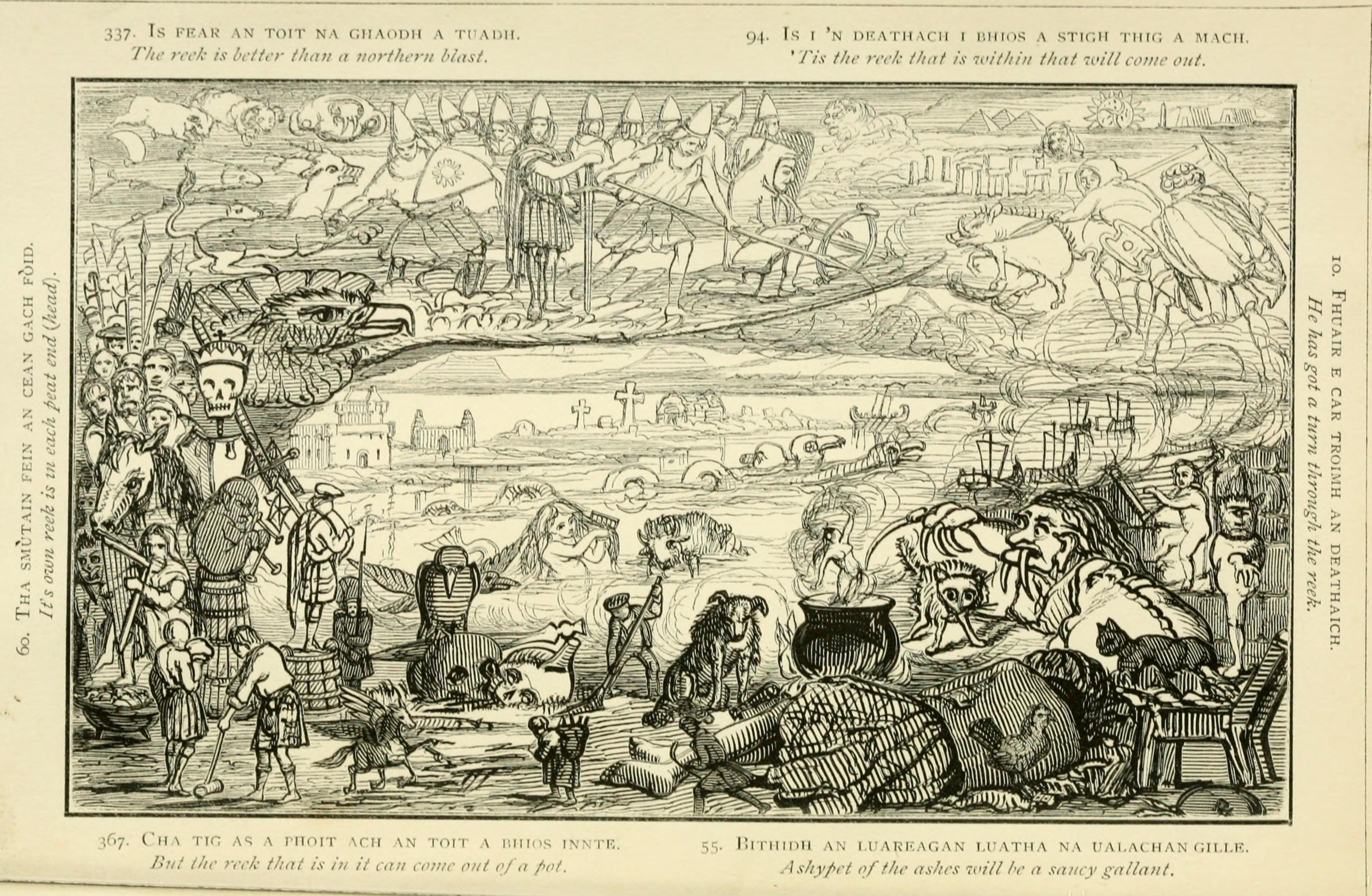
『西ハイランドの民話集』の巻頭挿絵

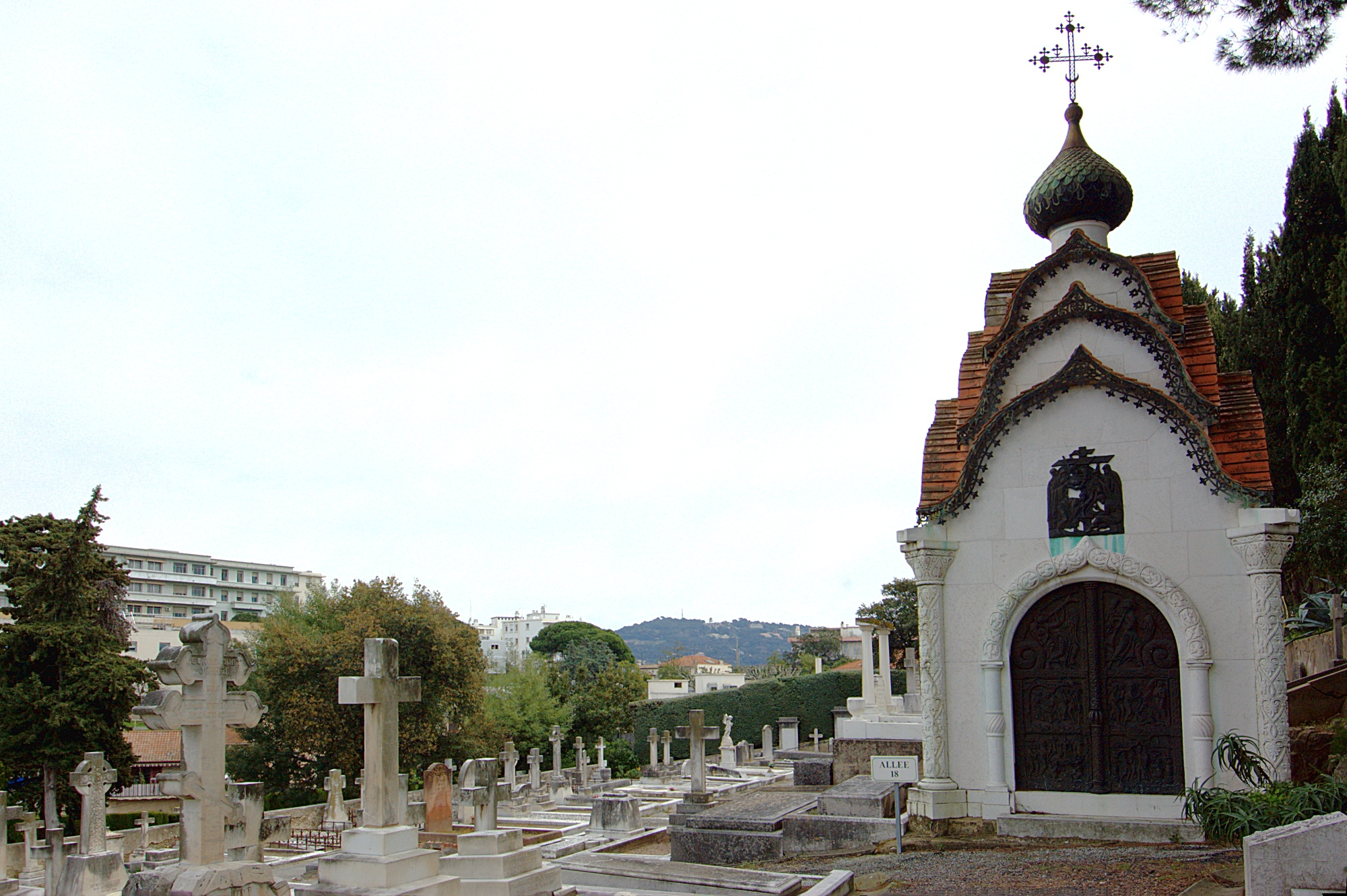
ジョン･フランシス･キャンベルの墓廟

ジョン・フランシス・キャンベル（John Francis Campbell、スコットランド・ゲール語：Iain Frangan Caimbeul、1821年12月29日、アイラ島 - 1885年2月17日、カンヌ）は、アイラのキャンベル（Campbell of Islay）またはゲール語で"Iain Òg Ìle" 「アイラ島の若きイアン」とも呼ばれる。多芸の人で、政府の要職を務めながら、地球科学やゲール民俗文化の研究に大きな足跡を残した。

## 略歴
1821年、アイラ島領主のウォルター・フレデリック･キャンベル（Walter Frederic Campbell）とルイーザ･アンティネッタ（Louisa Antinetta）の間に長男として生まれ、ゲール語を話す乳母に育てられた。祖母はアーガイル侯爵家出身であったため、第8代アーガイル公ジョージ・キャンベルの従弟にあたる。イートン校を経てエディンバラ大学に地球科学を学ぶために入学したが、ジャガイモ飢饉により父の農業経営事業が倒産し、途中で法学部に転部、弁護士資格を得て卒業。父親の急逝により、20代で当主となる。第8代アーガイル公キャンベルの私設秘書となり、1860年から1874年まで王璽尚書次官 (Groom of the Chamber)  、1875年から1880年まで王璽尚書補佐官（Groom in Waiting）を勤め、その間に、衛生局 (Sanitary Board)、トリニティ・ハウス (Trinity House) 、地質学協会などの科学技術関連民間組織の事務局長を務めた。

## ゲール民俗研究
ゲール語が軽視され迫害を受けていたこの時代に、生存している語り手を見つけ出し、当時のスコットランドのハイランド地方や西方の島々に残る伝承・伝説・言い伝えを分析した。彼のやり方は採集者たちにチームを組ませ、ゲール語の特訓をしてから目的の地域全体に網の目を貼る様に送り出すというもので、後に民俗学調査の手本となった。時には採集に同行し、生きた伝承を正確にとらえる方法を熱心に教えた。出版したのは『西ハイランドの民話集』だけだったが、膨大な手書き草稿を未発表のまま残していて、それら多くは英訳され、彼の確立した方法に従いゲール語との対訳の形で活字化された。彼の生涯と同時期の人に及ぼした影響についてはリチャード・M.ドーソン（Richard Dorson）の『イギリスのフォークロア研究家たち (The British Forklorists)』に詳しい。彼が採取した民話にはさまざまな妖怪や妖精が登場するが、特にドラゴン神話に興味を持ち、知人のジェームス･ファーガソンが『大樹と大蛇、あるいはインドにおける信仰と神話の図解Tree and serpent worship, or, Illustrations of mythology and art in India』を著したことから、人類におけるドラゴン神話の普遍性を解明しようとした。また、『西ハイランドの民話集』にはキャンベル自筆のスケッチが多数挿入されており、風景や人物の画家として高い才能を持っていた。

## 地球科学研究
王璽尚書の要職に就いたものの、地球科学への関心は捨てがたく、休暇を利用し師のチャールズ・ライエルのように、北アメリカ、アイスランド、グリーンランドなどで地学調査を実施した。火山と氷河が地殻形成に大きな役割を果たしたことを、1864年に『霜と火Frost and Fire, Natural Engines, Tool Marks and Chips』として発表した。また、翌年、北アメリカで調査を敢行し、その結果を『アメリカ徒歩旅行（A Short American Tramp in the Fall of 1864）』として発表した。1874年7月に世界一周の旅に出て、最初の3ヶ月間、北アメリカ各地の地形を視察調査し、帰国後『私の周遊記』の前半で北アメリカにおける氷河と火山の地殻活動を報告している。

## 地球一周旅行
1874年7月に公務の任期が切れることから、1年間の休暇を取り、「グローブ・トロッター」になりすまし、かつて断念した地球科学研究者の道をたどることにした。大きな目的は、北アメリカでは氷河と火山による地殻形成運動を観察し、日本とセイロン（現スリランカ）でドラゴン神話の由来を確認し、さらにジャワでは生物の様態を見ることだった。1874年7月6日にリヴァプールを発ち、北アメリカで2ヵ月間、日本で3ヶ月間、ジャワで1ヶ月半、セイロンで1ヶ月半の調査を実施し、1875年7月5日にロンドンに戻った。
帰国後、旅先から母親や友人に書き送った手紙、書きためた日誌や備忘録、描いたスケッチをまとめて、『私の周遊記My Circular Notes, 1876』として出版し、その業績が認められロイヤル･アカデミーとアテネニュウム・クラブ（Athenaeum Club）から会員に迎えられた。本書はもともと一般読者向けに出版したものではなく、地学、民俗学、言語学などの記述が無秩序に並べられ、また自らに語りかける口調で書かれており、大変読みにくい構成と文体になっている。しかし、イギリスを代表する知性が1875年前後の世界をするどく描いており、大変貴重な記録である。手紙類は省かれているが、全スケッチ入り手書き原書は国立スコットランド図書館に収められている。

## 日本旅行
『私の周遊記』全ページの約半分は日本についてであり、神秘の国におけるドラゴン神話の存在の解明と金星日面通過観測が具体的目的だった。1874年10月28日、横浜港に到着し、そこから江ノ島、鎌倉、箱根を旅行した。11月6日には東京に移り、虎ノ門葵町（現ホテルオークラ）の工部省測量司用地に住む測量師長コリン・アレクサンダー・マクヴェイン (Colin Alexander McVean) 宅に住まわせてもらった。芝、皇居周り、銀座、築地、王子などをスケッチブックを持って歩き回り、さらにマクヴェインや日本人官僚とともに日光へ旅行し、行く先々で古美術品を購入した。同年12月8日、内務省による御殿山における観測所設営と観測に協力し、写真撮影と一般観覧のために自らカメラ･オブスクラを製作した。日本におけるドラゴン神話のあり方は、東京から中山道を経由して京都に至る途中で確認することに、同年12月14日、従者、通訳、料理人、二人のフランス人同行者を従え東京を発ち、中山道を富岡、碓氷峠、軽井沢と経由して、下諏訪で神話に出会い目的を果たした。その後、木曽と大津を経て京都に達し、神戸から出港した。帰国後、日本で購入した多数の古美術品を画家のフランク・ディロンFrank Dillonなどの多数の友人に披露した。『私の周遊記 』の日本に関する記述の最後は、長距離を徒歩旅行して健康体になったことと、日本はあと10年ですべてが変わってしまうであろうという言葉で結ばれており、イザベラ・バードをいたく刺激し彼女の日本行きの発端となった。

## 日照計の発明
1854年、衛生局事務局長を務めていた時、ロンドンにコレラが蔓延し、居住状態を調査しようと市内各所に観測所を設置した。従来の気温湿度以外に日照時間を計ることを思い立ち、そのために自ら太陽光記録計を発明した。1879年にジョージ・ストークス (Sir George Gabriel Stokes) によって改良が加えられ、キャンベル・ストークス日照計（カンベル式日照計）  (Campbell–Stokes recorder) として実用化された。晩年、自らの熱を可視化する考察を、『サーモグラフThermograph, 1883』してまとめた。

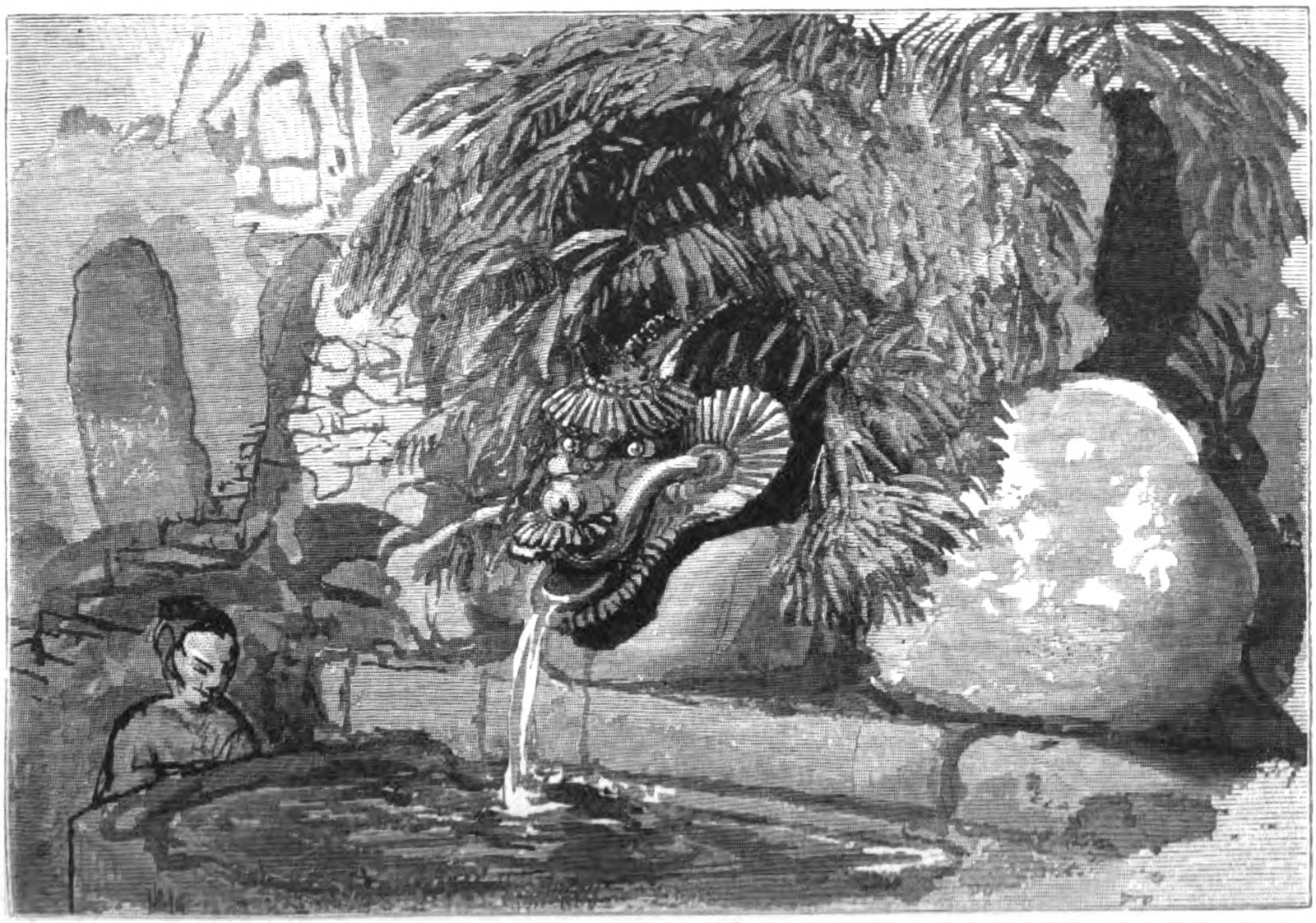
下諏訪の龍神、1874年12月26日。キャンベル画